# Быченский, Иван Тимофеевич (старший)
Иван Тимофеевич Быченский 2-й (около 1770 — апрель 1816) — русский капитан-командор, георгиевский кавалер.

## Биография
Родился в семье мелкопоместного смоленского шляхтича Тимофея Быченского и его супруги Ирины.
31 августа 1781 года зачислен в Морской кадетский корпус. 1 мая 1784 года произведён в гардемарины. 1 мая 1786 года произведен в мичманы. 1 мая 1788 года произведен в лейтенанты. Во время русско-шведской войны участвовал в Гогландском, Эландском, Красногорском и Выборгском сражениях.
7 февраля 1798 года произведен в капитан-лейтенанты с определением к Морскому корпусу. 15 декабря 1799 года назначен майором при Морском корпусе. 27 января 1800 года «за ревность и усердие к службе» пожалован орденом Св. Анны III степени. В кампанию 1801 года командуя гребным фрегатом «Эммануил» и учебной эскадрой перешел в Копенгаген, Любек, Карлскруну, Данциг и Ревель. 10 февраля 1804 года произведен в капитаны 1-го ранга. В кампанию 1804 года, командуя кораблём «Св. Михаил» в составе эскадры под флагом вице-адмирала Р. В. Кроуна, крейсировал у острова Борнхольм.
В 1805 году, командуя кораблём «Св. Елена» в эскадре капитан-командора А. С. Грейга перешел из Кронштадта к острову Корфу. Командуя тем же кораблём в эскадре вице-адмирала Д. Н. Сенявина, участвовал в кампаниях против французов и турок на Средиземном море и за отличие в Афонском сражении награждён орденом Св. Анны II степени. В 1807—1808 годах в составе эскадры Д. Н. Сенявина перешёл от острова Корфу в Лиссабон, а затем в Портсмут. В 1809 году на британском транспорте вернулся в Ригу.
8 января 1809 года произведен в капитан-командоры. 26 ноября того же года «за беспорочную выслугу 18-ти шестимесячных морских кампаний» награждён орденом Св. Георгия IV степени. 10 марта 1810 года назначен командиром 9-го корабельного экипажа. С 1811 года одновременно командовал 2-й флотской бригадой. Пожалован 19 мая 1811 года орденом Св. Владимира III степени. В августе 1812 года, командуя кораблём «Храбрый» в эскадре адмирала Е. Е. Тета, участвовал в переброске войск Финляндского корпуса из Свеаборга в Ревель. В 1813—1814 годах участвовал в блокаде голландских и французский берегов. В июне-июле 1814 года доставил из Шербура в Ораниенбаум часть Преображенского полка. В 1814—1815 годах командовал 2-м корабельным экипажем.

## Семья
Жена: Анна Васильевна Назимова, дочь генерал-цейхмейстера морской артиллерии Василия Гавриловича Назимова (1759—1839).